# Friede von Apameia

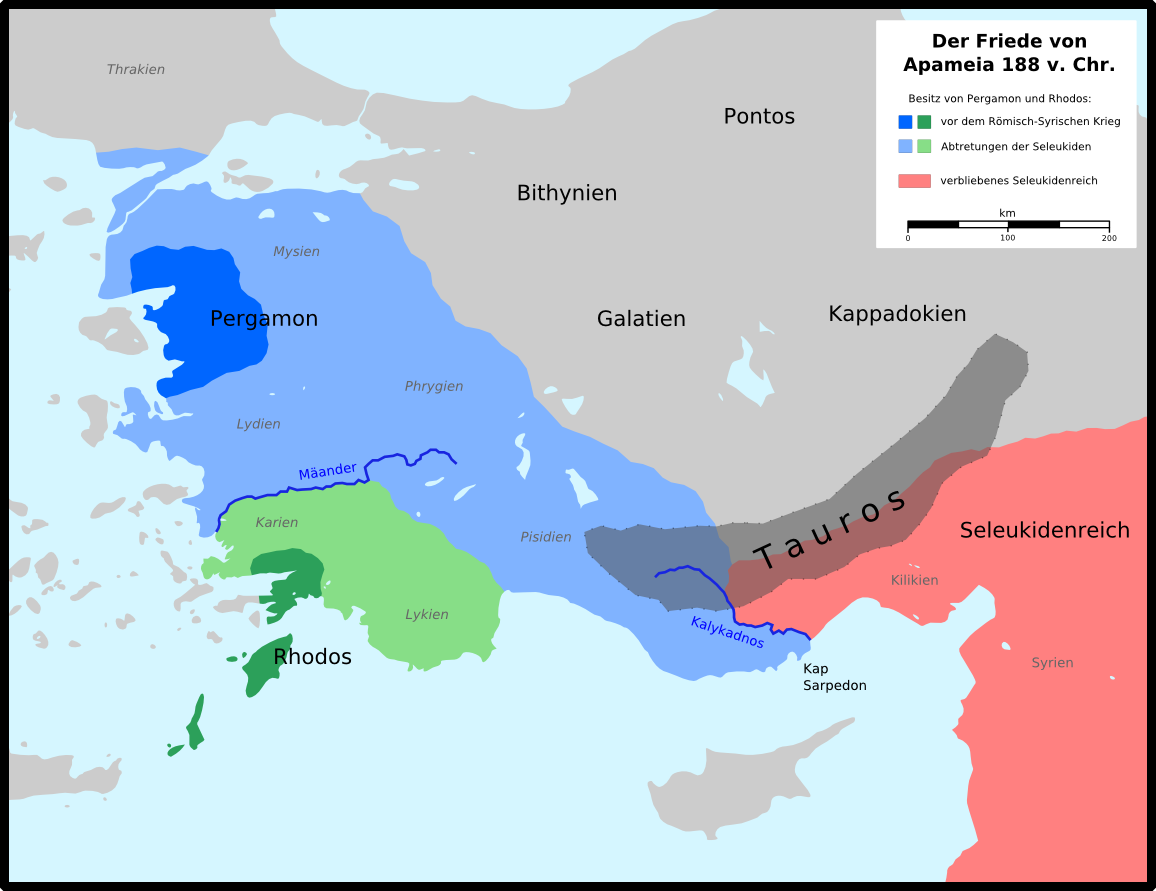
Territoriale Veränderungen in Kleinasien 188 v. Chr.

Der Friede von Apameia war ein in der kleinasiatischen Stadt Apameia Kibotos 188 v. Chr. geschlossener Friede zwischen der Römischen Republik und dem Seleukidenreich. Er beendete den Römisch-Syrischen Krieg.
Dem Frieden ging die Schlacht bei Magnesia 190 v. Chr. am Sipylus voraus, in der die Römer unter den Feldherren Lucius Cornelius Scipio, später Scipio Asiaticus genannt, und Publius Cornelius Scipio Africanus mit den verbündeten Truppen aus Pergamon über den König des Seleukidenreiches Antiochos III. siegten. 
In diesem Frieden verpflichtete sich König Antiochos III., 12.000 Attische Talente in 12 Jahresraten an die Römer zu zahlen, außerdem die Kriegsschiffe bis auf 10 auszuliefern. Der kleinasiatische Besitz fiel an die römischen Verbündeten in Asien, Rhodos, Cibyra und Pergamon, die als asiatische Mittelstaaten zu Gegenspielern des Seleukidenreichs aufgebaut wurden.
Der Frieden von Apameia bedeutete den Aufstieg Roms zur bestimmenden Macht im östlichen Mittelmeer. Die Bestimmungen des Friedensvertrages sind bei Polybios (Polybios 21,42,1–27) und bei Livius (Livius 38,38) überliefert.